# NGC 1623
NGC 1623 è una vasta e lontana galassia lenticolare situata nella costellazione dell'Eridano, a una distanza di circa 485 milioni di anni luce dalla nostra Via Lattea.

## Scoperta
La galassia è stata scoperta il 31 dicembre 1885 dall'astronomo statunitense Ormond Stone.

## Descrizione
Data la sua luminosità superficiale pari a 14,61, NGC 1623 può essere classificata come una galassia a bassa luminosità superficiale (nella letteratura in lingua inglese abbreviata in LSB, acronimo di Low Surface Brightness). Le galassie LSB sono galassie di tipo diffuso (D) con una luminosità superficiale inferiore di almeno una magnitudine a quella del cielo notturno circostante.